# Campionati del mondo di ciclismo su strada 2024 - Gara in linea femminile Under-23
La terza edizione della gara in linea femminile Under-23 ai Campionati del mondo di ciclismo su strada si è svolta il 28 settembre 2024 su un percorso iniziale di 46,7 km e un circuito finale di 26,85 km da ripetere 4 volte per un totale di 154,1 km, con partenza da Uster ed arrivo a Zurigo in Svizzera. Anche in questa edizione la gara si è svolta in contemporanea a quella elitè con le atlete U23 classificate in entrambi i campionati. L'olandese Puck Pieterse classificata 13ª vinse l'oro davanti all'australiana Neve Bradbury argento e 15ª al traguardo, bronzo alla tedesca Antonia Niedermaier 18ª al traguardo.

## Classifica (Top 10)
| Pos. | Corridore           | Squadra       | Tempo    |
| ---- | ------------------- | ------------- | -------- |
| 1    | Puck Pieterse       | Paesi Bassi   | 4h08'26" |
| 2    | Neve Bradbury       | Australia     | s.t.     |
| 3    | Antonia Niedermaier | Germania      | s.t.     |
| 4    | Ava Holmgren        | Canada        | a 1'19"  |
| 5    | Alice Towers        | Gran Bretagna | a 7'10"  |
| 6    | Eneritz Vadillo     | Spagna        | a 8'01"  |
| 7    | Fariba Hashimi      | Afganistan    | s.t.     |
| 8    | Marion Bunel        | Francia       | s.t.     |
| 9    | Paula Blasi         | Spagna        | a 18'05" |
| 10   | Jasmin Liechti      | Svizzera      | s.t.     |